# Анно-Леонтовичево
Анно-Леонтовичево (укр. Ганно-Леонтовичеве) — село в Устиновской поселковой общине Кропивницкого района Кировоградской области Украины.
До 2020 года входило в Устиновский район
Население по переписи 2001 года составляло 318 человек. Почтовый индекс — 28620. Телефонный код — 5239. Код КОАТУУ — 3525880301.

## Известные жители и уроженцы
- Вербовой, Алексей Петрович (1899—1978) — Герой Социалистического Труда.